# Множество смертей Лейлы Старр
«Множество смертей Лейлы Старр» (англ. The Many Deaths of Laila Starr) — серия комиксов, которую в 2021 году издавала компания Boom! Studios.

## Синопсис
Когда люди могут достигнуть бессмертия, аватар Смерти поселяется на Земле в Мумбаи в тело 20-летней смертной Лейлы Старр, чтобы предотвратить это.

### Выпуски
| № | Дата выхода     | Оценка на Comic Book Roundup    | Предполагаемый объём продаж (первый месяц) |
| - | --------------- | ------------------------------- | ------------------------------------------ |
| 1 | 21 апреля 2021  | 9,6 из 10 на основе 14 рецензий | н/д                                        |
| 2 | 19 мая 2021     | 9,8 из 10 на основе 11 рецензий | н/д                                        |
| 3 | 16 июня 2021    | 9,9 из 10 на основе 10 рецензий | 13 084, позиция в Северной Америке — 183   |
| 4 | 21 июля 2021    | 9,8 из 10 на основе 8 рецензий  | 12 519, позиция в Северной Америке — 190   |
| 5 | 1 сентября 2021 | 9,9 из 10 на основе 11 рецензий | 13 327, позиция в Северной Америке — 189   |

### Сборники
| № | Тип обложки    | Дата выхода    | Собранный материал                  | Кол-во страниц | ISBN                       |
| - | -------------- | -------------- | ----------------------------------- | -------------- | -------------------------- |
| 1 | Мягкая обложка | 2 февраля 2022 | The Many Deaths of Laila Starr #1-5 | 128            | 978-1684158058, 1684158052 |

## Отзывы
На сайте Comic Book Roundup серия имеет оценку 9,8 из 10 на основе 54 отзывов. Генри Варона из Comic Book Resources, обозревая первый выпуск, похвалил работу художника, отметив, что «Андраде превращает Мумбаи в прекрасный мегаполис и наполняет все свои страницы множеством деталей». М. Л. Кеджера из The A.V. Club поставил комиксу оценку «A» и сравнил главную героиню с персонажем DC Comics. Николь Драм из ComicBook.com в рецензии на дебют серии написала, что «The Many Deaths of Laila Starr #1 — выдающаяся работа».